# Cratere Daet
Daet  è un cratere sulla superficie di Marte.